# Regime de escoamento
Regime de escoamento, no âmbito da mecânica dos fluidos, aborda a complexidade do comportamento fluido em resposta a uma diversidade de variáveis influentes.
Quando consideramos o movimento fluido, nos deparamos com uma classificação significativa de seus padrões direcionais:
- Escoamento laminar: De acordo com Çengel e Cimbala (2017) o movimento das partículas é ordenado e segue trajetórias paralelas, um exemplo prático desse fenômeno pode ser observado em um riacho sereno ou em fluxos de fluido em pequenos canais.

- Escoamento turbulento: De acordo com White (2016), o escoamento turbulento é caracterizado por trajetórias irregulares e caóticas, resultando em redemoinhos e vórtices, é predominante em muitas aplicações práticas, como em tubulações industriais e em correntes de rios agitados.

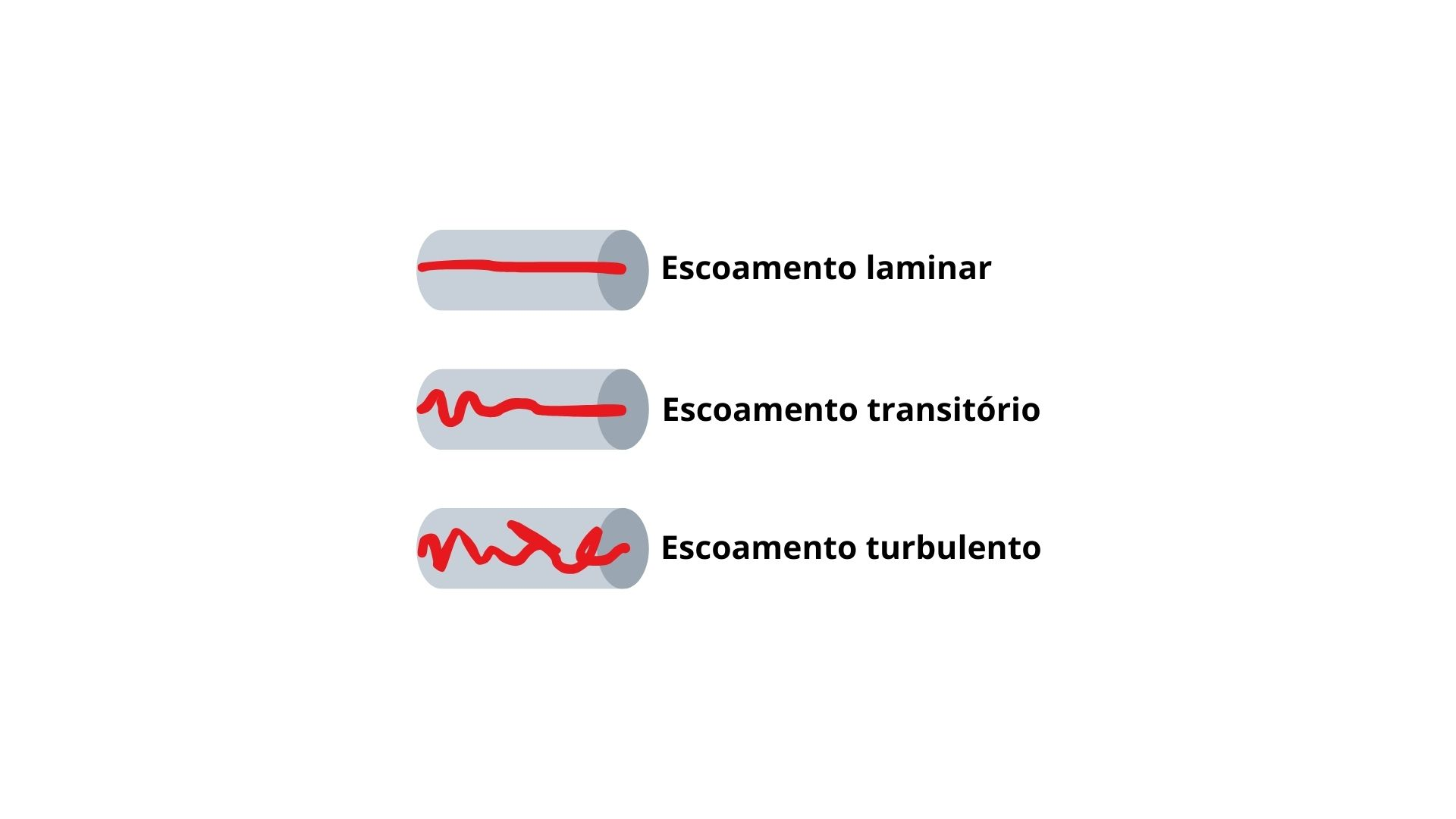
Tipos de escoamento

## Número de Reynolds
De acordo com Reynolds (1883), a transição do escoamento laminar para o turbulento é regida pelo número de Reynolds (Re), uma grandeza adimensional que quantifica a relação entre as forças inerciais e viscosas em um sistema fluido, através do diâmetro da tubulação(D), em metros, do peso específico (ρ), em {\displaystyle {\frac {kg}{m^{3}}}}, velocidade (V), em {\displaystyle {\frac {m}{s}}}, e da viscosidade dinâmica do fluido (μ), em {\displaystyle {\frac {kg}{m*s}}}:
{\displaystyle Re={\frac {D*\rho *V}{\mu }}}
A transição entre os regimes ocorre em torno de um valor crítico do número de Reynolds, no qual as flutuações hidrodinâmicas começam a predominar sobre a estrutura laminar do fluxo. Para tubos, a transição ocorre desta forma:
|                        | Número de Reynolds          |
| ---------------------- | --------------------------- |
| Escoamento Laminar     | {\displaystyle <2300}       |
| Escoamento Transitório | {\displaystyle >2300e<4000} |
| Escoamento Turbulento  | {\displaystyle >4000}       |

Para placas planas, seguem as faixas de transição:
|                        | Número de Reynolds                                      |
| ---------------------- | ------------------------------------------------------- |
| Escoamento Laminar     | {\displaystyle <5*10^{5}}                               |
| Escoamento Transitório | {\displaystyle \geq 5*10^{5}} e {\displaystyle <10^{8}} |
| Escoamento Turbulento  | {\displaystyle >10^{8}}                                 |

## Tipos de escoamento
Em fluidodinâmica, um fluxo de fluido pode manifestar diferentes comportamentos em relação à sua variação temporal e espacial. Essas características são essenciais para compreendermos a dinâmica e o transporte de fluidos em diversos contextos. Abordaremos aqui os principais tipos de escoamento em termos de variação temporal e de trajetória das partículas, com base em conceitos consolidados na literatura especializada.
- Escoamento permanente, também conhecido como estacionário, as propriedades do fluido, como velocidade e pressão, permanecem constantes em um determinado ponto ao longo do tempo. Embora essas propriedades possam variar de um ponto para outro do fluxo, elas permanecem inalteradas em relação ao tempo. Esse tipo de escoamento é frequentemente associado a sistemas nos quais não há mudanças significativas nas condições ao longo do tempo, proporcionando estabilidade à corrente fluida.

- Escoamento não permanente ou transitório, as propriedades do fluido, como velocidade e pressão, variam com o tempo em um determinado ponto. Além disso, essas propriedades também podem variar de um ponto para outro do fluxo. Um exemplo clássico desse tipo de escoamento é o esvaziamento de um recipiente por meio de um orifício, no qual a pressão e a velocidade do fluido diminui à medida que o volume de fluido diminui ao longo do tempo.

- Escoamento Uniforme, todos os pontos ao longo de uma trajetória específica que seguem as partículas do fluido apresentam a mesma velocidade. Embora a velocidade possa variar entre diferentes trajetórias, dentro de uma mesma trajetória, não há variação na velocidade ao longo do tempo. Esse tipo de escoamento é observado em sistemas nos quais não há acelerações ou desacelerações significativas do fluido ao longo do tempo.

- Escoamento Variado, os diversos pontos ao longo de uma mesma trajetória não apresentam constância na velocidade em um intervalo de tempo considerado. Isso significa que a velocidade das partículas do fluido pode variar ao longo do tempo e ao longo da trajetória. Um exemplo comum desse tipo de escoamento são as correntes convergentes, como esguichos de chuveiro, nos quais as partículas do fluido aceleram em direção a um ponto central.

Esses conceitos, embasados em obras renomadas como os textos de Munson et al. (2016) e Çengel e Cimbala (2017), fornecem uma base sólida para compreender os diferentes regimes de escoamento em fluidodinâmica.